# Ceresium virens
Ceresium virens là một loài bọ cánh cứng trong họ Cerambycidae.